# Roko Karanušić
Roko Karanušić (Zagreb, 5. rujna 1982.)  hrvatski je tenisač.
Roko je počeo igrati tenis sa šest godina sa svojim ocem Viborom, koji mu je bio trener do njegove trinaeste godine. Zatim počinje trenirati u obližnjem klubu u Zagrebu. Od juniorskih rezultata ističe mu se jedino četvrtzavršnica Australian Opena 2000. godine. Ista godina mu se uzima za početak njegove profesionalne teniske karijere. 

## Pregled karijere

### 2000. godina
- Izborio svoje prvo finale na turniru iz Futures serije u Italiji

### 2001. godina
- Osvaja svoj prvi Futures turnir u Češkoj i igra finale u Sloveniji. Na turniru u Zagrebu osvaja prvi naslov u igri parova s Lovrom Zovkom.

### 2002. godina
- Osvaja po jedan turnir u pojedinačnoj konkurenciji i u igri parova (Zovko)

### 2003. godina
- Godinu je počeo osvajanjem dva Futuresa iz tri izborena finala. Iste godine ima i svoj premijerni nastup na jednom ATP turniru (Umag), te na Grand Slamu (US Open).

### 2004. godina
- Izborio prvo kolo Australian Opena kroz kvalifikacija, ali gubi u prvom kolu od Arthursa.

### 2005. godina
- Debitirao za hrvatsku reprezentaciju u prvom kolu svjetske skupine u Davisovog kupa na gostovanju u SAD-u. Izgubio je od Boba Bryana u meču koji nije imao rezultatskog značaja, jer je Hrvatska već prije osigurala prolaz u drugo kolo.
- Zabilježio je premijernu pobjedu na jednom ATP turniru, protiv Udomchokea u Tokiju.

### 2006.
- Izborio jedno finala Challengera u Istanbulu.

### 2009.
Igrao za Davis Cup reprezentaciju

## Vanjske poveznice
- ATP profil